# 9つの聖書日課とクリスマスキャロル

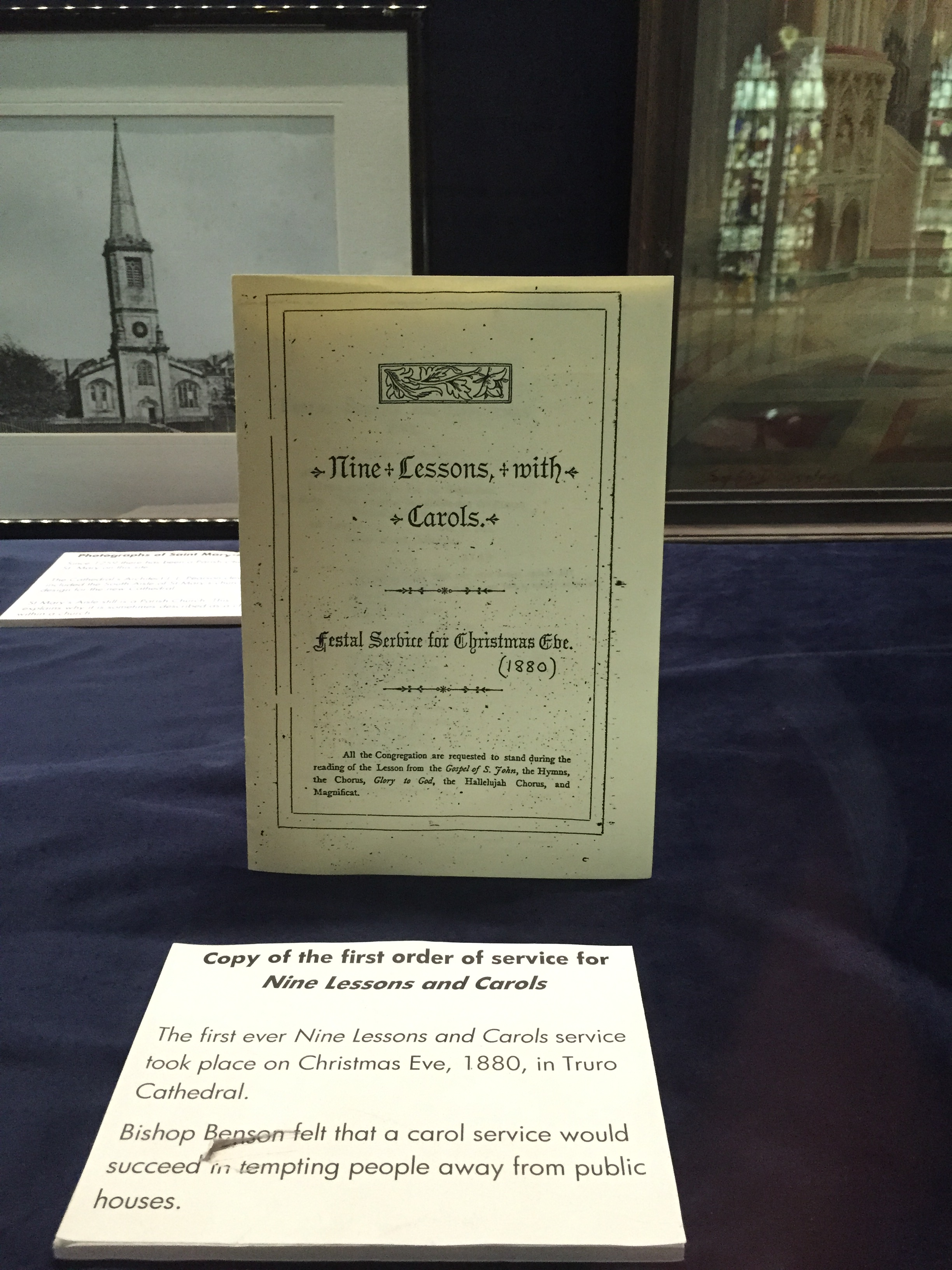
最初の「9つの聖書日課とクリスマスキャロル」の式次第（1880年、英国・トゥルーロ大聖堂）

9つの聖書日課とクリスマスキャロル（ここのつのせいしょにっかとクリスマスキャロル、英語: The Nine Lessons and Carols）はキリスト教のうち西方教会でクリスマスに行われる礼拝の一形式で、聖書の9つの箇所からの朗読（聖書日課）と各箇所の間にクリスマスキャロル、聖歌、詩編朗読も挿入される内容でおこなわれる。
もともと1880年に英国聖公会のエドワード・ベンソン（Edward Benson）主教（後にカンタベリー大主教）により作られて、現在では世界中で使われている。クリスマスイブまたはその数日前に使われるのが通例で、特に日本も含めた世界の聖公会及び英語圏のカトリック教会で行われる例が多い。
9つの聖書朗読箇所は、
1. 創世記 3:8-19
2. 創世記 22:15-18
3. イザヤ書 9:2 & 6-7
4. イザヤ書 11:1–3a & 4a & 6–9
5. ルカによる福音書 1:26–35 & 38
6. ルカによる福音書 1:1 & 3–7
7. ルカによる福音書 2:8–16
8. マタイによる福音書 2:1-12
9. ヨハネによる福音書 1:1-14

で、合間に歌われる聖歌は各教会により多少の違いはある。
毎年クリスマスの朝に、イギリスのキングス・カレッジ・チャペルでの「Nine Lessons and Carols」が全世界向けに放送される。最近はこうした聖歌が使われている。 